# Sidse Werner
Sidse Werner (* 31. Dezember 1931 in Odense; † 24. Juni 1989) war eine dänische Architektin und Industriedesignerin. Sie war eine Vertreterin des Skandinavischen Designs.

## Leben
Sidse Werner studierte an der Hochschule für Architektur und Industriedesign (Kongelige Danske Kunstakademis Skoler for Arkitektur, Design og Konservering - Arkitektskolen) in Kopenhagen. Darauf arbeitete sie einige Jahre als Assistentin im Zeichenbüro von Nanna Ditzel. Ein Stipendium der Jubiläumsstiftung der Dänischen Nationalbank ermöglichte ihr 1969 einen Aufenthalt in den Vereinigten Staaten von Amerika, wo sie sich mit Plastik als Formwerkstoff befasste. Ab 1970 unterhielt sie ein eigenes Zeichenbüro, wo sie zahlreiche Möbel, Textilien, Glas- und Beleuchtungsobjekte entwarf.
Sidse Werner zeigte ihre Arbeiten in Ausstellungshäusern in London, Paris, New York, San Francisco, Cologne, Frankfurt am Main, Hannover, Tokyo, Stockholm und Mailand. Die Glashistorische Gesellschaft (Glashistorisk Selskab Holbæk) in Holbæk stellt zahlreiche Arbeiten Werners aus.

## Werke (Auswahl)
- Schirmhalterung, für Fritz Hansen, 1972
- Phoenix, Leuchte, 1960
- Kleiderbaum (coat tree), für Fritz Hansen
- Troll 1, Tischlampe für den Glashersteller Holmegaard, Ende der 1970er bis Anfang der 1980er Jahre
- Serie Formland, Lichtprojekt für Fog & Mørup, zusammen mit Leif Ålring
- Formgegossene Möbelserie für Bornholms Møbelfabrik (Neksø), zusammen mit Leif Ålring, 1969
- Apothekerleuchte, für Holmegaard
- Mythos, Leuchte
- Zahlreiche Glasprodukte